# Bondkyrko hembygdsförening
Bondkyrko hembygdsförening är en hembygdsförening som är verksam i den tidigare Bondkyrko socken, idag en del av Uppsala. Föreningen grundades 1953 och har drygt 350 medlemmar.

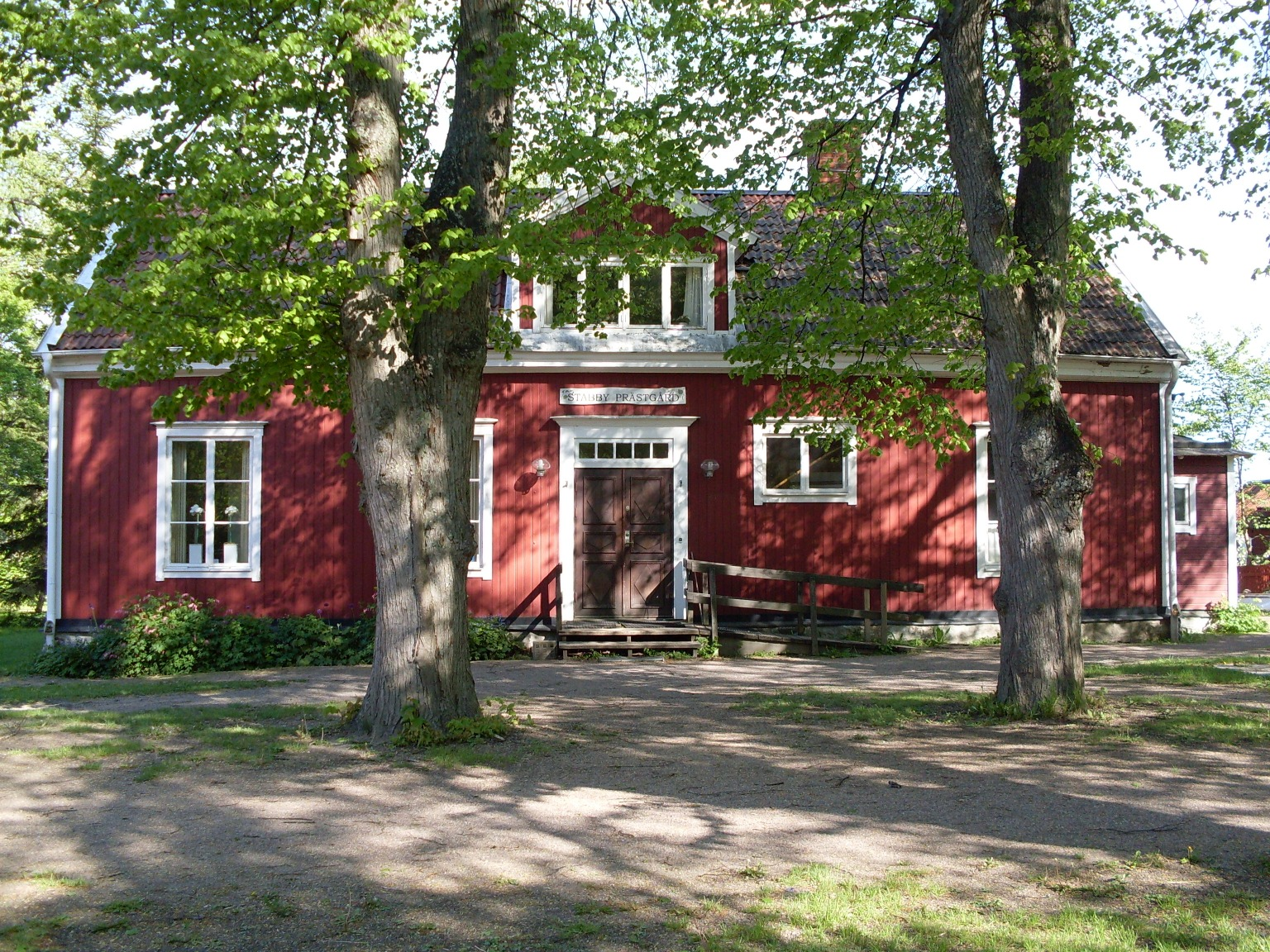
Stabby prästgård (själva prästgården på bild) är centrum för hembygdsföreningens verksamhet.

## Verksamhet
Alla verksamheter har som mål att bevara Stabby prästgård (en gång bostad för Nathan Söderblom) och göra den tillgänglig för så många som möjligt. Föreningen verkar också för att miljön närmast intill prästgårdstomten ska hanteras pietetsfullt.
I Stabby prästgård drivs flera verksamheter: programverksamhet cirka tio gånger per år med föredrag, bakning av uppländskt knäckebröd i den vedeldade ugnen i arrendatorsbostadens kök, gökotta, gudstjänst med mera och café på söndagar. Vid ett par tillfällen varje år samlas föreningsmedlemmar och utför enklare reparations- och underhållsarbeten på byggnaderna och i trädgården. Tillsammans med föreningen Gröna Sköna Stabby, Eriksskolan och andra aktörer ordnas varje år Stabbydagen med en mängd olika aktiviteter.

## Historik
Efter anhållan 1953 hos Helga Trefaldighets församling och Börje församlingars pastorat fick föreningen överta Stabby prästgårds arrendatorsbostad som blev föreningens hemvist. År 1971 blev föreningen registrerad som förening.
Prästgården ligger i Uppsalas västra utkant. År 2009 köpte hembygdsföreningen hela prästgården av Svenska kyrkan. Syftet var och är att bevara den gamla gården och slå vakt om dess historia, byggnadsmässigt och personhistoriskt, samt genom olika arrangemang göra den öppen och tillgänglig.
På Stabbygården finns sedan 1957 en rustkammare för dragonen. Den härrör från Vårdsätra gård, där den var belägen i ett magasin tills att den donerades till Bondkyrko hembygdsförening.
En av dagens (2013) mer aktiva medlemmar i hembygdsföreningen är Helena Harnesk, under 40 års tid verksam vid Upplandsmuseet.